# Troutdale (Oregon)
Troutdale é uma cidade localizada no estado norte-americano de Oregon, no Condado de Multnomah.

## Demografia
Segundo o censo norte-americano de 2000, a sua população era de 13.777 habitantes.
Em 2006, foi estimada uma população de 15.030, um aumento de 1253 (9.1%).

## Geografia
De acordo com o United States Census Bureau tem uma área de
12,9 km², dos quais 12,9 km² cobertos por terra e 0,0 km² cobertos por água.

## Localidades na vizinhança
O diagrama seguinte representa as localidades num raio de 8 km ao redor de Troutdale.